# Euphorbia fauriei
Euphorbia fauriei är en törelväxtart som beskrevs av Augustin Abel Hector Léveillé och Eugène Vaniot. Euphorbia fauriei ingår i släktet törlar, och familjen törelväxter. Inga underarter finns listade i Catalogue of Life.